# Fraza (programowanie)
Fraza – składniowa jednostka podrzędna stanowiąca część definicji większej jednostki złożonej, występującej w składni określonego języka programowania. Rolą fraz jest modyfikowanie i definiowanie szczegółów działania określonej jednostki nadrzędnej, w szczególności instrukcji lub deklaracji.

## Elementy jednostek składniowych
Frazy są więc jednym z elementów jednostek składniowych, które mogą występować opcjonalnie, lub mogą występować w różnej formie w zależności do definiowanego algorytmu. Frazy odróżniają się więc od elementów stałych definicji danej jednostki składniowej powyższymi cechami.
Przykład w PL/I:
```
 
DO
 
WHILE
 
warunek
;
   
instrukcje
;
 
END
;
```

W powyższej instrukcji strukturalnej – instrukcji pętli – fraza WHILE jest opcjonalna i może nie występować lub występować w zależności od potrzeb, może zostać zastąpiona inną frazą, lub występować łącznie z inną frazą, taką jak TO, BY, UNTIL, REPEAT. Natomiast podstawowa jednostka identyfikowana słowem kluczowym DO, nie jest frazą i nie może zostać pominięta, gdyż zapis w postaci:
```
 
WHILE
 
warunek
;
   
instrukcje
;
 
END
;
```

jest błędny, a jakakolwiek fraza, w tym przykładowa WHILE, nie może występować samodzielnie, z pominięciem jednostki nadrzędnej, w tym szczególnym przypadku instrukcji DO.

## Miejsce występowania
Ponieważ frazy są częścią składową pewnej jednostki, występują w kodzie źródłowym, wyłącznie razem z daną jednostką nadrzędną, a próba użycia frazy samodzielnie, kończy się sygnalizowaniem błędu przez translator. Tylko nieliczne języki mają w swej składni frazy i samodzielne jednostki o identycznej budowie leksykalnej, co oznacza, że dany element może być użyty np. jako instrukcja samodzielna lub jako fraza innej instrukcji.
Frazy stosuje się w takich jednostkach składniowych jak:
- deklaracje i definicje
- instrukcje.

Określone frazy zdefiniowane w języku mogą występować wyłącznie w określonym kontekście, w określonym miejscu pewnej jednostki, lub kilku jednostek składniowych. Przykładowo w języku Pascal fraza else może wstąpić zarówno w instrukcji warunkowej if jak i w instrukcji wyboru case.

## Frazy w deklaracjach i definicjach
Deklaracje i definicje służą do przypisania pewnemu obiektowi definiowanemu w kodzie źródłowym przez programistę, identyfikowanemu za pomocą utworzonego identyfikatora, jego właściwości i atrybutów. Takie deklaracje mogą zawierać także różne frazy definiujące pewne właściwości obiektu.
Przykładowo w języku PL/I istnieje rozbudowany zestaw fraz umożliwiający w deklaracjach podprogramów, przypisywać specyficzne atrybutu. Frazy te są opcjonalne. Przykładowe frazy to:
OPTIONS(opcje)w tej frazie specyfikować można dodatkowe właściwości podprogramu, przykładowo opcja MAIN identyfikuje procedurę główną, od której rozpoczyna się wykonywanie programu,
RETURNS(typ)fraza deklarująca podprogram o charakterze funkcyjnym, oraz definiująca typ zwracanej wartości,
frazy optymalizacyjnedefiniujące atrybuty umożliwiające optymalizację kodu wynikowego przez translator, np. ORDER, REORDER, REDUCIBLE itd.,
RECURSIVEdla podprogramów rekurencyjnych i inne.
W implementacji Turbo Pascal dostępne są dla podprogramów frazy:
inline(kod_maszynowy)definiujący podprogram w kodzie maszynowym
assemblerpodprogram napisany w asemblerze
forwarddeklaracja wstępna (prototyp) i inne.

## Frazy w instrukcjach
W instrukcjach, w szczególności instrukcjach strukturalnych, występują w językach programowania różne frazy, ale istnieje pewien zestaw typowych fraz definiowanych w większości języków programowania wysokiego poziomu:

### Typowe frazy
Typowe frazy instrukcji występujące w wielu językach wysokiego poziomu:
elsefraza występująca w większości języków programowania, w których zdefiniowana jest instrukcja warunkowa typu if, definiuje ona czynności do wykonania w przypadku gdy warunek zawarty w instrukcji po słowie if, nie jest spełniony, zwykle ta fraza jest opcjonalna i może zostać pominięta, przykładowe języki: Pascal, C, C++, Visual Basic i inne,
```
{Pascal}

if
 
a
<
b
 
then
 
c
=
1

       
else
 
c
=
2
;

```

case, :, =>, whenfraza występująca w instrukcji wyboru, definiująca konkretny warunek, przy spełnieniu którego, zostaną wykonane zawarte w tej frazie instrukcje, zwykle występuje w instrukcji wyboru kilka takich fraz, przykładowe języki: Pascal, C, C++, Visual Basic i inne,
default, else, other, otherwisefraza występująca w instrukcji wyboru, definiująca czynności do wykonania, gdy żaden z warunków szczególnych (case) nie zostanie uzgodniony w ramach bieżącej instrukcji wyboru, przykładowe języki: Pascal, C, C++, Visual Basic i inne,
```
{Pascal}

case
 
a
 
of

 
1
 
:
 
b
=
1

 
2
 
:
 
b
=
2

 
3
 
:
 
b
=
0

 
else
 
Error
(
5
)

end
;

```

to, untilfraza definiująca wartość końcową zakresu (ostatnią) dla zmiennej sterującej w instrukcji iteracyjnej typu for, przykładowe języki: Basic, Pascal, PL/I
step, byfraza definiująca tzw. krok zmiennej sterującej, tzn. wartość o jaką ma się zmienić zmienna sterująca przy przejściu do kolejnej iteracji dla instrukcji typu for, przykładowe języki: Basic, PL/I
```
/* PL/I */
DO I=1 TO 10 BY 2 WHILE A<B;
  CALL WYKONAJ;
  CALL ZAMKNIJ;
END;

```

### Specyficzne frazy
Oprócz typowych fraz instrukcji, konkretne języki lub ich implementacje, mogą wprowadzać do swojej składni specyficzne frazy, rzadko występujące w innych językach programowania. Przykłady:
BY NAMEfraza w języki PL/I, dla instrukcji przypisania, określająca, że przypisanie struktur ma następować według nazw pól, a nie rozmieszczenia w pamięci,
RECOVERfraza w języku Clipper, dla instrukcji blokowej, definiująca akcje do wykonania w przypadku wystąpienia błędu
frazy instrukcji wejścia-wyjściarozbudowany zestaw fraz dla instrukcji wejścia-wyjścia np. w języku PL/I

### Niejednolite konstrukcje
Różnorodność i duża liczba języków programowania sprawia, że wiele typowych konstrukcji w różnych językach może:
- stanowić samodzielną jednostkę, np. instrukcję,
- stanowić frazę pewnej jednostki nadrzędnej.

Powyższe stwierdzenie można prześledzić na przykładnie konstrukcji while warunek …; występującą w większości języków programowania wysokiego poziomu. Ta konstrukcja występuje jako:
- instrukcja, w takich językach jak, np. C, C++, Pascal, Modula 2 i inne,
- fraza instrukcji pętli, np. PL/I.

Zdefiniowanie konstrukcji WHILE jako frazy umożliwia definiowanie bardziej złożonego sterowania przepływem, niż w przypadku odrębnych instrukcji, np. łączenie fraz TO i WHLIE.
| Język Pascal                                                                          | Język PL/I                                    |
| ------------------------------------------------------------------------------------- | --------------------------------------------- |
| for i=1 to 10 do begin if not (a<c) then goto koniec; { instrukcje } end; koniec: ... | DO I=1 TO 10 WHILE A<C; /* instrukcje */ END; |

Powyższe instrukcję będą wykonywane dla wartości zmiennej sterującej z zakresu 1 do 10, ale tylko gdy spełniony będzie równocześnie warunek, że a<c. Jak widać w Pascalu wymaga wprowadzenie tego warunku zastosowania dodatkowej instrukcji warunkowej i skoku.